# Chicks on Speed
Chicks on Speed es un grupo de música creado en Múnich en 1997 cuando Melissa Logan, Kiki Moorse y Alex Murray-Leslie se conocieron en la Academia de Bellas Artes. Este grupo empezó como un grupo artístico que aplicaba una estética con inspiración punk y DIY; hacían arte de acción, collages y moda hecha en casa.
Iniciaron en el Seppi Bar en Múnich, donde crearon una obra llamada I wanna be a DJ, Baby. Cuando conocieron a Upstart (Peter Wacha) de la agencia de producción musical Disko B, su carrera se dirigió hacia el ámbito de la música.

## Historia
Logan y Murray-Leslie eran estudiantes de arte en la Academia de Bellas Artes de Múnich; se conocieron en 1997 en una fiesta. Empezaron trabajando juntas, creando exhibiciones de arte y organizando fiestas ilegales. Melissa y Alex conocieron a Kiki Moorse y la invitaron a formar parte del grupo, pero se separó de este en 2006. Durante este período empezaron a trabajar con Disko B, brindando una importante parte musical a su grupo.

## Música
El primer casete, llamado Analog Internet, fue creado en 1997. De ahí en adelante siguieron creando y produciendo música y haciendo colaboraciones con otros artistas. Han hecho varios conciertos internacionales.

## Otros proyectos

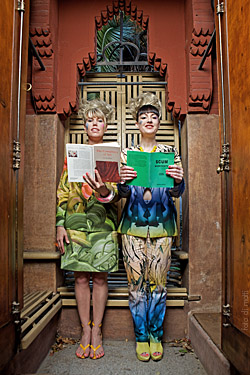
Alex Murray-Leslie y Melissa Logan, en un edificio de Gaudi en Barcelona, 2009

Han publicado libros, actuado en obras de teatro y creado varias prendas de moda y joyería. Recientemente tuvieron su primera exhibición particular de Chicks on Speed  en Dundee Contemporary Arts Centre, en Reino Unido. También han estado trabajando en una series de instrumentos poco típicos conocidos como «object instruments», como, por ejemplo, un zapato que además es una guitarra eléctrica.

## Miembros
- Alex Murray-Leslie (Bowral, New South Wales, Australia)
- Melissa Logan (Upstate New York, EE. UU.)
- Kroot Juurak (Estonia)

## Discografía

### Álbumes
- The Un-Releases (2000)
- Chicks On Speed Will Save Us All (2000)
- The Re-Releases of the Un-Releases (2000)
- 99 Cents (2003)
- Press the Spacebar (con the No Heads) (2004)
- Cutting The Edge (mayo, 2009)

### EP y sencillos
- Warm Leatherette (con DJ Hell) (1998)
- Euro Trash Girl (con Mäuse) (1998)
- Smash Metal (con DMX Krew) (1999)
- Mind Your Own Business (con Pulsinger, Gaier/Reents) (1999)
- Glamour Girl (1999)
- Kaltes Klares Wasser (2000)
- Split 7" with V/VM (2000)
- Chix 52 (2000)
- The Chicks on Speed / Kreidler Sessions (con Kreidler) (2001)
- Fashion Rules (2002)
- We Don't Play Guitars (2003)
- Wordy Rappinghood (2003)
- Flame On (con Mika Vainio) (2004)
- Art Rules (2007)
- Super Surfer Girl (2008)